# Triphala
Triphala ist eine Kräutermischung in der ayurvedischen Medizin. 

## Eigenschaften
Triphala ist ein gängiges ayurvedisches Nahrungsergänzungsmittel. Es enthält die drei Myrobalane-Früchte Haritaki (Terminalia chebula), Amalaki (Amla) und Bibhitaki (Terminalia belerica).
In der ayurvedischen Lehre wird Triphala als Rasayana (Kräftigungs- und Verjüngungsmittel) eingesetzt. In Indien wird Triphala seit Jahrhunderten in der Traditionellen Indischen Medizin als Darmreinigungsmittel, verdauungsförderndes Mittel, Diuretikum und Abführmittel verwendet. Aufgrund der antimutagenen Eigenschaften wird eine Verwendung bei Krebs untersucht.